# Agraecia vittata
Agraecia vittata är en insektsart som beskrevs av Ludwig Redtenbacher 1891. Agraecia vittata ingår i släktet Agraecia och familjen vårtbitare. Inga underarter finns listade i Catalogue of Life.